# 永德鳞毛蕨
永德鳞毛蕨（学名：Dryopteris yongdeensis）为鳞毛蕨科鳞毛蕨属下的一个种。

## 扩展阅读
- 維基物種上的相關：永德鳞毛蕨